# HD21047
HD21047 — хімічно пекулярна зоря спектрального класу A0, що має видиму зоряну величину в смузі V приблизно  7,2.
Вона  розташована на відстані близько 691,0 світлових років від Сонця.